# Falcileptoneta coreana
Espèce
Synonymes
- Leptoneta coreana Paik, Yaginuma & Namkung, 1969

Falcileptoneta coreana est une espèce d'araignées aranéomorphes de la famille des Leptonetidae.

## Distribution
Cette espèce est endémique de Corée du Sud.

## Étymologie
Son nom d'espèce lui a été donné en référence au lieu de sa découverte, la Corée

## Publication originale
- Paik, Yaginuma & Namkung, 1969 : Results of the speleological survey in South Korea 1966 XIX. Cave-dwelling spiders from the southern part of Korea. Bulletin of the National Science Museum, vol. 12, p. 795-844.